# David Pratt
David Pratt (ur. 5 marca 1896, Lochore, Fife, Szkocja – zm. 28 lipca 1967, Edynburg, Szkocja) – szkocki piłkarz grający na pozycji lewego skrzydłowego, a następnie trener piłkarski.

## Życiorys
Grał w Lochgelly United, Hill o’Beath, Celticu, Bradford City, Liverpoolu i Bury. W Celtiku debiutował w czerwcu 1919 roku, w meczu przeciwko Falkirk, rozegranym na stadionie Celtic Park.
Jako trener prowadził Yeovil Town, Clapton Orient, Notts County, Heart of Midlothian, Bangor City i Port Vale.